# Halichoeres dimidiatus
 Halichoeres dimidiatus és una espècie de peix de la família dels làbrids i de l'ordre dels perciformes.

## Hàbitat
Viu entre els 3 i els 60 m de fondària.

## Distribució geogràfica
Es troba des de la Guaiana Francesa fins al Brasil.